# Мазина, Джульетта
Джульетта Мази́на (итал. Giulietta Masina; 22 февраля 1921, Сан-Джорджо-ди-Пьяно, Италия — 23 марта 1994, Рим), урождённая Джулия Анна Мазина (итал. Giulia Anna Masina) — итальянская кино- и театральная актриса, супруга кинорежиссёра Федерико Феллини, получившая прозвище «Чаплин в юбке». Самые известные роли Мазина сыграла в картинах Феллини: «Дорога», «Ночи Кабирии», «Джульетта и духи», «Джинджер и Фред». Обладательница премии «Давид ди Донателло» (1966) и премии лучшей актрисе — Каннский кинофестиваль (1957).

## Биография

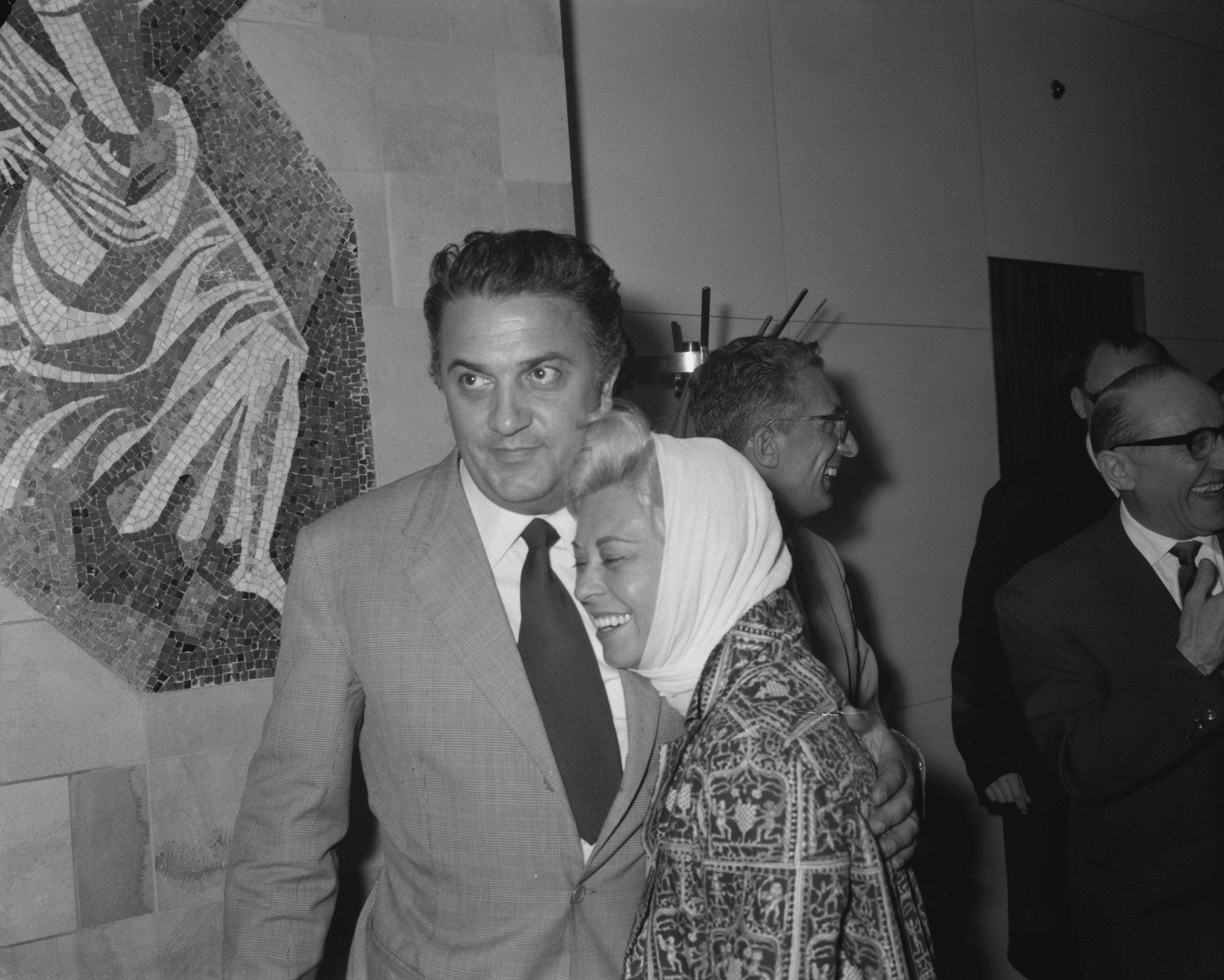
Федерико Феллини и Джульетта Мазина в 1960 году в Нидерландах

Джулия Анна Мазина родилась 22 февраля 1921 (по другим данным в 1920 году) в Сан-Джорджо-ди-Пьяно в семье скрипача и профессора музыки Гаэтано Мазины и учительницы Анджелы Флавии Паскуалини. Джулия была самой старшей из четырёх детей. Уже с ранних лет она проявляла склонность к театру, танцам и музыке.
После окончания начальной школы её отправили в Рим к родственнице, где она попала в гимназию сестёр урсулинок. Джулия готовилась стать пианисткой, но поступила в Римский университет на филологический факультет. После его окончания Мазина получила диплом преподавателя современной литературы.
Во время учёбы Джулия играла в студенческом театре разные роли. Позже она получила приглашение в театр Каверино. Кроме того, чтобы улучшить свою дикцию и избавиться от северо-итальянского акцента, Мазина начала работать на радио. Там она выступала в радиопередачах, сценарий к которым писал будущий известный итальянский режиссёр Федерико Феллини, подписывавший в то время свои работы как «Федерико». Он работал карикатуристом в одном из журналов. Федерико позвонил Джулии и сказал, что хочет сделать фильм по этой пьесе, и попросил её о встрече. В октябре 1943 года они поженились. Именно по его просьбе она изменила своё имя и стала Джульеттой.
Её дебютной работой в кино стал фильм Альберто Латтуады «Без жалости» (1947 год), в котором она сыграла роль проститутки Марчеллы — простодушной, с доброй, доверчивой душой. За эту роль она была удостоена кинопремии «Серебряная лента».
27 декабря 1990 года стала великим офицером ордена «За заслуги перед Итальянской Республикой».
Она скончалась в Риме 23 марта 1994 года от рака лёгкого, через полгода после смерти мужа, режиссёра Федерико Феллини. Джульетта Мазина похоронена на монументальном кладбище Римини рядом с мужем. Детей у актрисы не было: их единственный с Феллини ребёнок, сын Пьер Федерико, родился 22 марта 1945 года, но умер всего через одиннадцать дней после рождения, 2 апреля 1945 года.

## Фильмография
| Год  | Фильм                            | Оригинальное название                | Роль                                       | Режиссёр                           |
| ---- | -------------------------------- | ------------------------------------ | ------------------------------------------ | ---------------------------------- |
| 1946 | «Пайза»                          | Paisà                                | Девушка на дворцовой лестнице              | Роберто Росселини                  |
| 1948 | «Без жалости»                    | Senza pietà                          | Марчелла                                   | Альберто Латтуада                  |
| 1950 | «Огни варьете»                   | Luci del varietà                     | Мелина Амур                                | Альберто Латтуада Федерико Феллини |
| 1951 | «Закрытые жалюзи»                | Persiane chiuse                      | Пиппо                                      | Луиджи Коменчини                   |
| 1951 | «Семь часов несчастий»           | Sette ore di guai                    | Дочь сеньоры Ромолини                      | Витторио Метц Марчелло Маркези     |
| 1951 | «Красивая горничная ищет работу» | Cameriera bella presenza offresi…    | Эрмелинда                                  | Джорджо Пастина                    |
| 1952 | «Ванда, грешница»                | Wanda, la peccatrice                 | Надина                                     | Дуилио Колетти                     |
| 1952 | «Роман моей жизни»               | Il romanzo della mia vita            | Паола                                      | Лионелло Де Феличе                 |
| 1952 | «Белый шейх»                     | Lo sceicco bianco                    | Кабирия                                    | Федерико Феллини                   |
| 1952 | «Европа 51»                      | Europa '51                           | Джульетта «Воробей»                        | Роберто Росселлини                 |
| 1953 | «На окраине большого города»     | Ai margini della metropoli           | Джина Илари                                | Карло Лидзани Массимо Мида         |
| 1953 | «Неприятность (Вия Падова 46)»   | Lo scocciatore (Via Padova 46)       | Ирене                                      | Джорджо Бьянки                     |
| 1954 | «Запретные женщины»              | Donne proibite                       | Роза Черкутелли                            | Джузеппе Амато                     |
| 1954 | «Сто лет любви»                  | Cento anni d’amore                   | Соседка в окне напротив                    | Лионелло Де Феличе                 |
| 1954 | «Дорога»                         | La strada                            | Джельсомина                                | Федерико Феллини                   |
| 1955 | «Спокойной ночи… адвокат!»       | Buonanotte… avvocato!                | Клара Санти                                | Джорджо Бьянки                     |
| 1955 | «Мошенники»                      | Il bidone                            | Ирис                                       | Федерико Феллини                   |
| 1957 | «Ночи Кабирии»                   | Le notti di Cabiria                  | Кабирия                                    | Федерико Феллини                   |
| 1958 | «Фортунелла»                     | Fortunella                           | Нанда Диоталлеви, по прозвищу «Фортунелла» | Эдуардо де Филиппо                 |
| 1958 | «Ад посреди города»              | Nella città l’inferno                | Лина                                       | Ренато Кастеллани                  |
| 1959 | «Йонс и Эрдме»                   | Jons und Erdme                       | Эрдме                                      | Виктор Викас                       |
| 1960 | «Великая жизнь»                  | La gran vita                         | Дорис Пуцке                                | Жюльен Дювивье                     |
| 1965 | «Джульетта и духи»               | Giulietta degli spiriti              | Джульетта Больдрини                        | Федерико Феллини                   |
| 1966 | «Простите, вы за или против?»    | Scusi, lei è favorevole o contrario? | Анна                                       | Альберто Сорди                     |
| 1967 | «Не дразните надоеду»            | Non stuzzicate la zanzara            | Мария Кристина Сантанджело                 | Лина Вертмюллер Рита Павоне        |
| 1969 | «Безумная из Шайо»               | The Madwoman of Chaillot             | Габриэль                                   | Брайан Форбс Джон Хьюстон          |
| 1973 | «Элеонора»                       | Eleonora                             | Элеонора                                   | Сильверио Блази                    |
| 1976 | «Камилла»                        | Camilla                              | Камилла                                    | Сандро Больки                      |
| 1985 | «Матушка Метелица»               | Perinbaba                            | Матушка Метелица                           | Юрай Якубиско                      |
| 1985 | «Мечты и потребности»            | Sogni e bisogni                      | Судьба                                     | Серджо Читти                       |
| 1986 | «Джинджер и Фред»                | Ginger e Fred                        | Амелия Бонетти / Джинджер                  | Федерико Феллини                   |
| 1990 | «Кино 3»                         | Cinema 3                             | играет саму себя                           | Хайме Фигерас                      |
| 1991 | «Возможно, сегодня»              | Aujourd’hui peut-être                | Бертиль                                    | Жан-Луи Бертучелли                 |

### Играет саму себя
- Городской тост (сериал) (1948—1971)
- C'est arrivé à 36 chandelles (1957)
- Zwischen Glück und Krone (1959)
- Lykke og krone (1962)
- Феллини: Дневник режиссёра (ТВ) (1969)
- Чао, Федерико! (1970)
- Я - Анна Маньяни (1979)
- Notre Dame de la Croisette (1981)